# Didier Eribon
Didier Eribon (? –) francia író és filozófus, a francia szellemi élet történésze. Párizsban él.

## Élete
Reimsben született, munkáscsaládban. Ő volt az első a családjában, aki befejezte a középiskolát. Ezt édesanyjának köszönheti, aki gyári munkásként túlórázott, hogy ki tudja fizetni a tanulmányait.

## Munkája
Didier Eribon az Amiens-i Egyetem filozófiai és társadalomtudományi karának professzora. Több éve szemináriumot vezet a párizsi École des hautes études en sciences sociales-en. Emellett több éven át vendégprofesszor volt a Berkeley-i Kaliforniai Egyetemen és a princetoni Institute for Advanced Study-ban.
Eribon számos országban tartott előadásokat: az Egyesült Államokban többek között a New Schoolban, a Chicagói Egyetemen, a Harvard Egyetemen, a Yale Egyetemen, a New York Egyetemen (NYU), az Ann Arbor-i Michigani Egyetemen, a charlottesvillei Virginiai Egyetemen és a Columbia Egyetemen. Egyik előadója volt a „Foucault in Berkeley. Twenty Years Later” című konferencián, amelyet 2004 októberében tartottak Berkeleyben, Leo Bersani, Judith Butler, Paul Rabinow, Hubert Dreyfus, Michael Lucey és mások társaságában.
Számos könyv szerzője, köztük a Réflexions sur la question gay (1999, Insult and the Making of the Gay Self), az Une morale du minoritaire (2001) és az Echapper à la psychanalyse (2005, Escaping Psychoanalysis). Michel Foucault-életrajzát (1989), amely 1991-ben jelent meg angolul, többek között Pierre Bourdieu, Paul Veyne, Paul Rabinow és Hayden White méltatta. A Claude Lévi-Strauss-szal folytatott beszélgetéseit tartalmazó 1988-as könyve szintén 1991-ben jelent meg angolul.
Eribon gyakran írt a Le Nouvel Observateur francia hetilapnak. A filozófia és a társadalomtudományok területén írt könyvkritikákat.

### Önéletrajz
A Retour à Reims című 2009-es memoárja a szociológián túl is hatással volt rá. Édouard Louis francia regényíró szerint a könyv "fordulópontot jelentett írói jövője szempontjából".
A könyvet Laurent Hatat színpadra is adaptálta, a darabot 2014 júliusában mutatták be az Avignoni Fesztiválon. Thomas Ostermeier rendezte a 2017-es Manchesteri Nemzetközi Fesztivál keretében. A könyv a francia sajtóban is lelkes kritikákat kapott, például a Le Monde, a Libération, a L'Express és a Les Inrockuptibles.
2021-ben mutatták be Jean-Gabriel Périot Retour à Reims (Fragments) című filmadaptációját.

## Díjai
Eribon a 2008-as Brudner-díj kitüntetettje. A díjat 2011 májusában visszaadta (lásd levelét: "Visszaadom a Brudner-díjat" a személyes honlapján).

## Magánélete
Didier Eribon 2001 óta él párkapcsolatban Geoffroy de Lagasnerie filozófus-szociológussal. Mindketten szoros kapcsolatban állnak Édouard Louis-val.

## Bibliográfia

### Monográfiák
- Michel Foucault, 1926–1984, Paris, Flammarion, 1989  (ISBN 978-2-08-081243-8)
- Faut-il brûler Dumézil : mythologie, science et politique, Paris, Flammarion, 1992.
- Michel Foucault et ses contemporains, Paris, Fayard, 1994
- Réflexions sur la question gay, Paris, Fayard, 1999.  (ISBN 978-2-213-60098-7)
- Papiers d'identité : interventions sur la question gay, Paris, Fayard, 2000  (ISBN 978-2-213-60576-0)
- Une morale du minoritaire : variations sur un thème de Jean Genet, Paris, Fayard, 2001  (ISBN 978-2-213-60918-8)
- Hérésies : essais sur la théorie de la sexualité, Paris, Fayard, 2003  (ISBN 978-2-213-61423-6)
- Sur cet instant fragile… Carnets janvier-août 2004, Paris, Fayard, 2004  (ISBN 978-2-213-62279-8)
- Échapper à la psychanalyse, Paris, Éditions Léo Scheer, 2005  (ISBN 978-2-915280-93-7)
- D'une révolution conservatrice et de ses effets sur la gauche française, Paris, Éditions Léo Scheer, 2007.
- Contre l'égalité et autres chroniques, Les éditions Cartouche, 2008.
- Retour à Reims, Paris, Fayard, 2009.
- De la subversion : droit, norme et politique, Paris, Éditions Cartouche, 2010.
- Michel Foucault, 1926-1984, nouvelle édition, revue et augmentée, Paris, Flammarion, coll. « Champs : biographie », 2011.
- Retours sur Retour à Reims, Les éditions Cartouche, 2011.
- La société comme verdict : classes, identités, trajectoires, Paris, Fayard, 2013.
- Théories de la littérature : système du genre et verdicts sexuels, Paris, Presses universitaires de France, 2015.
- Principes d'une pensée critique, Paris, Fayard, 2016
- Écrits sur la psychanalyse, Paris, Fayard, 2019, 304 p. (ISBN 978-2-213-71138-6)
- Vie, vieillesse et mort d'une femme du peuple, Paris, Flammarion, 2023, 250 p.

### Interjúk
- Entretiens avec Georges Dumézil, Paris, Gallimard, 1987  (ISBN 2-07-032398-6).
- De près et de loin : entretiens avec Claude Lévi-Strauss, Paris, Odile Jacob, 1988.
- Ce que l'image nous dit : entretiens sur l'art et la science, avec Ernst Gombrich, Paris, Adam Biro, 1991. Réédition aux Éditions Cartouche, 2009.

### Magyarul megjelent
- Visszatérés Reimsbe (Retour a Reims) – Napvilág, Budapest, 2024 · ISBN 9789633385548 · fordította: Fáber Ágoston

## Fordítás
- Ez a szócikk részben vagy egészben  a   Didier Eribon című angol Wikipédia-szócikk ezen változatának fordításán alapul.  Az eredeti cikk szerkesztőit annak laptörténete sorolja fel. Ez a jelzés csupán a megfogalmazás eredetét és a szerzői jogokat jelzi, nem szolgál a cikkben szereplő információk forrásmegjelöléseként.